# Rosa & co
Rosa & co is de sinds november 2012 verschijnende boekenreeks van de Nederlandse auteur Francine Oomen, en is een vervolg op haar Hoe overleef ik-serie.
Rosa, de hoofdpersoon, verhuist in dit boek naar New York, om daar 3 maanden als au pair te werken. Haar vriendje Neuz (Vincent) verhuist naar Berlijn. In tegenstelling tot de Hoe overleef ik-serie wordt over zowel Rosa als Neuz geschreven, niet alleen over Rosa.